# Zuurstok

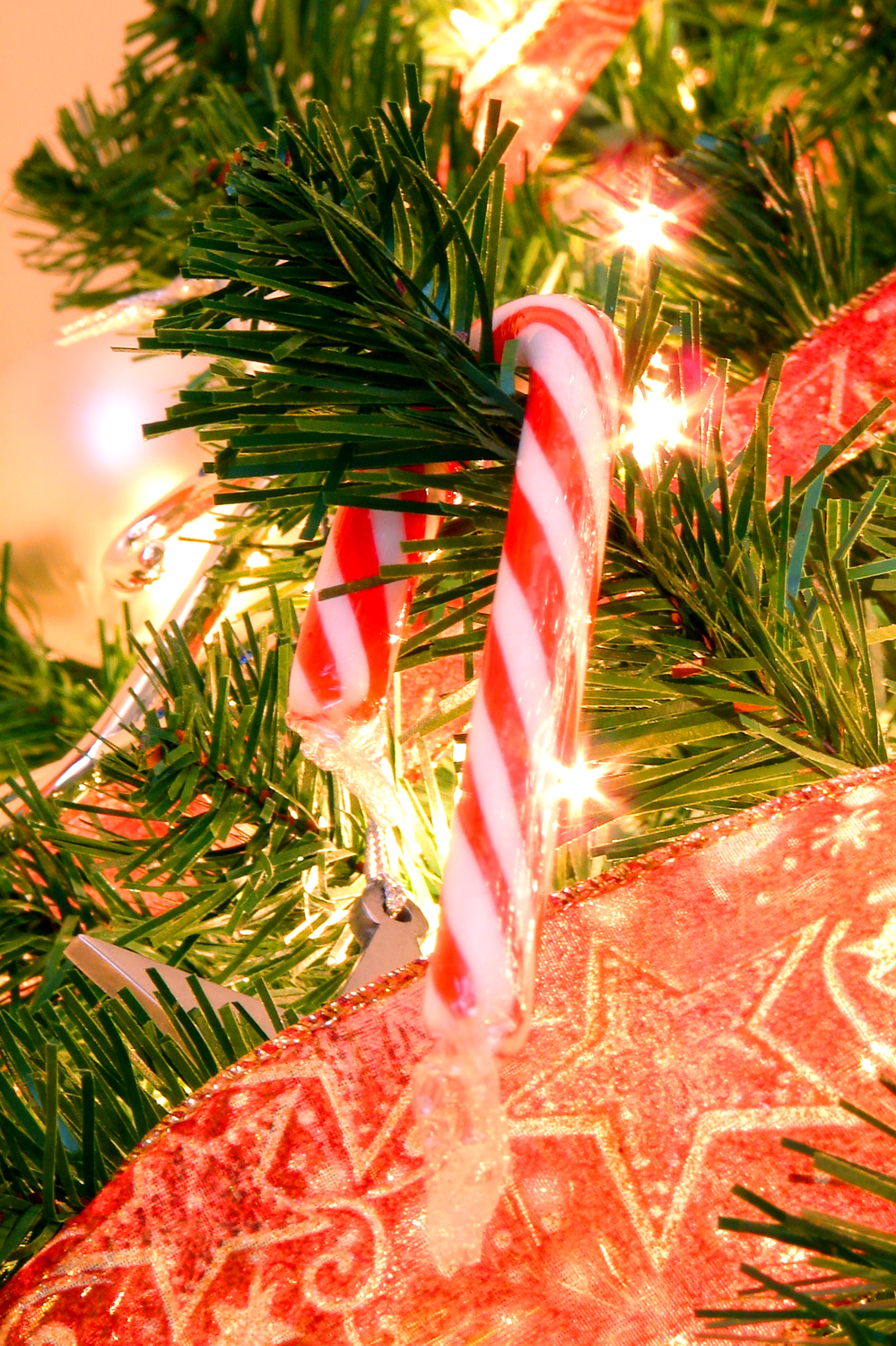
Zuurstok in een kerstboom

Een zuurstok is een vorm van snoepgoed. Het is een zoetzuur staafje waarvan afgebeten kan worden. De traditionele stok is wit van binnen en roze van buiten, het spreekwoordelijke zuurstokroze. Verder kan een zuurstok voorzien zijn van alle kleuren van de regenboog.
In Nederland en Duitsland is de zuurstok vooral bekend van de kermis. Er zijn allerlei varianten zoals kaneelstokken, pepermuntstokken, regenboogstokken, en zuurstokken met cola- of fruitsmaak.
Hiernaast is een categorie stokken ontstaan waarop gezogen kan worden. Deze zijn van een glazige substantie (enigszins vergelijkbaar met zuurtjes). De basisvorm is de vuurrode "wijnstok", met als varianten o.a. de gele "boterstok" en de zwarte "dropstok" (met een anijsachtige smaak). Deze stokken zijn er ook in bolvorm ("wijnbal" etc).
In de Verenigde Staten hangen mensen met Kerstmis zuurstokken ter decoratie en ter consumptie op in huis. Veel gegeten zuurstokken in de kersttijd zijn kaneelstokken, mentholstokken (ook wel 'icepop' genoemd) en rumstokken.

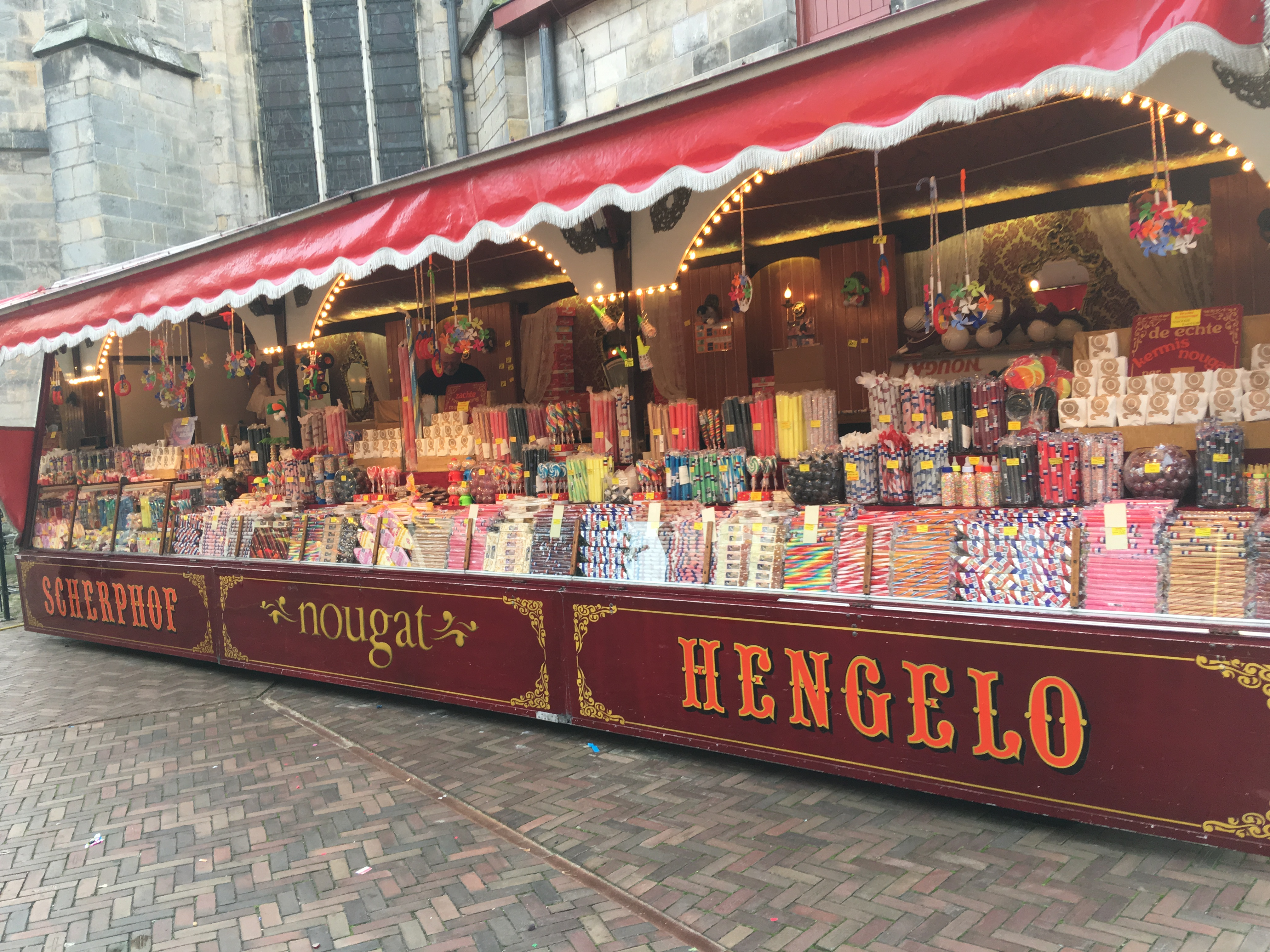
Zuurstokkenverkoop op de najaarskermis in Oldenzaal